# Associazione Calcio Brescia 1950-1951
Questa pagina raccoglie le informazioni riguardanti l'Associazione Calcio Brescia nelle competizioni ufficiali della stagione 1950-1951.

## Stagione
Nella stagione 1950-1951 il Brescia ha disputato il campionato di Serie B un torneo a 21 squadre riposando alla prima giornata, piazzandosi con 41 punti in nona posizione nel torneo vinto dalla Spal di Ferrara con 58 punti davanti al Legnano con 54 punti, promosse entrambe in Serie A.
Nuovo cambio sulla panchina delle rondinelle, al posto di Senkey approda al Brescia "Cina" Luigi Bonizzoni. In porta il luogo di Giuseppe Castellini va Giuseppe Zibetti. In questa stagione ha più spazio Giovanni Azzini, ma si fa notare un altro giovane di belle speranze Piero Provezza che diventerà una colonna del Brescia nei prossimi anni al pari di Cesare Zamboni anch'egli esordiente quest'anno. Anche in attacco si mette in mostra un giovane Lorenzo Bettini autore di 22 reti che prova a non far rimpiangere Ettore Bertoni ceduto al Legnano. Il campionato del Brescia non ha avuto grandi acuti e si è chiuso con un dignitoso nono posto finale.

## Rosa
| N. |                   | Ruolo | Calciatore          |
| -- | ----------------- | ----- | ------------------- |
|    | Italia (bandiera) | P     | Giuseppe Castellini |
|    | Italia (bandiera) | P     | Giuseppe Zibetti    |
|    | Italia (bandiera) | D     | Giovanni Azzini     |
|    | Italia (bandiera) | D     | Remo Bertoni        |
|    | Italia (bandiera) | D     | Giuseppe Gaggiotti  |
|    | Italia (bandiera) | D     | Ermelindo Lovagnini |
|    | Italia (bandiera) | D     | Felice Mariani      |
|    | Italia (bandiera) | D     | Piero Provezza      |
|    | Italia (bandiera) | D     | Adilio Pugliese     |
|    | Italia (bandiera) | D     | Cesare Zamboni      |
|    | Italia (bandiera) | C     | Enzo Cozzolini      |
|    | Italia (bandiera) | C     | Edmondo Fabbri      |

| N. |                    | Ruolo | Calciatore           |
| -- | ------------------ | ----- | -------------------- |
|    | Italia (bandiera)  | C     | Giuseppe Matassoni   |
|    | Italia (bandiera)  | C     | Andrea Milani        |
|    | Italia (bandiera)  | C     | Filippo Parola       |
|    | Italia (bandiera)  | C     | Celso Posio          |
|    | Italia (bandiera)  | C     | R. Thomman           |
|    | Italia (bandiera)  | C     | Giuseppe Trenzani    |
|    | Italia (bandiera)  | A     | Franco Bassetti      |
|    | Italia (bandiera)  | A     | Lorenzo Bettini      |
|    | Italia (bandiera)  | A     | Valentino Bonaiti    |
|    | Irlanda (bandiera) | A     | Paddy Sloan          |
|    | Italia (bandiera)  | A     | Bruno Luigi Zambelli |

## Risultati

### Serie B

#### Girone di andata
| Arbitro: | Canavesio (Torino) |

|                              |           |  |
| Bettini 27’ 69’ Bassetti 88’ | Marcatori |  |

| Arbitro: | Bertolio (Torino) |

|                             |           |  |
| Trevisan 21’ Mozzambani 75’ | Marcatori |  |

| Arbitro: | Tibaldi (Savona) |

|               |           |                                        |
| Vergazzola 3’ | Marcatori | 12’ Bettini 39’ Lovagnini 88’ Bassetti |

| Arbitro: | Pizzato (Mestre) |

|                      |           |               |
| Bettini 4’, 36’, 44’ | Marcatori | 80’ Marchetto |

| Arbitro: | Jonni (Macerata) |

|                                   |           |           |
| Lovagnini 38’ (rig.) Bassetti 62’ | Marcatori | 48’ Klein |

| Arbitro: | Rigato (Mestre) |

|                                  |           |                   |
| Fontanesi 80’ Colombi 84’ (rig.) | Marcatori | 43’ (aut.) Guaita |

| Arbitro: | Bernardi (Savona) |

|             |           |  |
| Bettini 65’ | Marcatori |  |

| Arbitro: | Piemonte (Monfalcone) |

|                         |           |            |
| Cesari 57’ Dalcerri 76’ | Marcatori | 66’ Fabbri |

| Arbitro: | Tibaldi (Savona) |

|                  |           |  |
| Pozzo 31’ (aut.) | Marcatori |  |

| Arbitro: | Corallo (Lecce) |

|                                            |           |  |
| Rizzato 1’, 49’ Catalano 50’ Bartolini 89’ | Marcatori |  |

| Arbitro: | Savio (Torino) |

|                                  |           |                |
| Sloan 22’ Fabbri 32’ Zamboni 89’ | Marcatori | 18’ Zamperlini |

| Arbitro: | Mosca (Napoli) |

|                       |           |           |
| Macci 74’ Cafasso 90’ | Marcatori | 79’ Sloan |

| Arbitro: | Maurelli (Roma) |

|                                    |           |            |
| Sloan 22’ Bettini 23’ Bassetti 68’ | Marcatori | 89’ Vargas |

| Arbitro: | Liverani (Torino) |

|                                        |           |           |
| Lerici 30’ Chiumento 36’ Quaresima 40’ | Marcatori | 45’ Sloan |

| Brescia 24 dicembre 1950 16ª giornata | Brescia        | 0 – 0 | Siracusa | Stadium di Viale Piave\| Arbitro: \| Savio (Torino) \| |
| Arbitro:                              | Savio (Torino) |       |          |                                                        |

| Arbitro: | Occhinegro (Taranto) |

|                                       |           |              |
| Vascellari 22’ Zian 44’ Bonaretti 63’ | Marcatori | 24’ Zambelli |

| Arbitro: | Maurelli (Roma) |

|                       |           |  |
| Sloan 65’ Bettini 87’ | Marcatori |  |

| Arbitro: | Silvano (Torino) |

|                                 |           |                                                  |
| Fabian 23’ Vörös 59’ Bretti 65’ | Marcatori | 18’ Matassoni 26’, 33’ Bonaiti 77’, 80’ Zambelli |

| Arbitro: | Ferrari Aggradi (Firenze) |

|                         |           |  |
| Bonaiti 61’ Bettini 64’ | Marcatori |  |

| Arbitro: | Corallo (Lecce) |

|           |           |              |
| Conti 79’ | Marcatori | 19’ Zambelli |

#### Girone di ritorno
| Arbitro: | Silvano (Torino) |

|                 |           |            |
| Cammoranesi 42’ | Marcatori | 2’ Bettini |

| Arbitro: | Bellè (Venezia) |

|  |           |                       |
|  | Marcatori | 33’ (rig.) Mozzambani |

| Arbitro: | Canavesio (Torino) |

|                         |           |  |
| Zambelli 38’ Fabbri 69’ | Marcatori |  |

| Arbitro: | Tibaldi (Savona) |

|                                         |           |             |
| Voogt 10’, 56’ Della Casa 19’ Bassi 39’ | Marcatori | 80’ Bettini |

| Arbitro: | Coppolone (Bari) |

|           |           |  |
| Brondi 5’ | Marcatori |  |

| Brescia 18 marzo 1951 28ª giornata | Brescia          | 0 – 0 | SPAL | Stadium di Viale Piave\| Arbitro: \| Cartei (Firenze) \| |
| Arbitro:                           | Cartei (Firenze) |       |      |                                                          |

| Arbitro: | Corallo (Lecce) |

|  |           |                                                 |
|  | Marcatori | 25’ Bettini 35’ Bassetti 70’ Fabbri 84’ Bonaiti |

| Arbitro: | Coppolone (Bari) |

|                                           |           |              |
| Bettini 6’, 48’ Lovagnini 37’ Bonaiti 86’ | Marcatori | 35’ Dalcerri |

| Arbitro: | Agnolin (Bassano del Grappa) |

|             |           |  |
| Frugali 36’ | Marcatori |  |

| Arbitro: | Canavesio (Torino) |

|              |           |               |
| Bassetti 39’ | Marcatori | 47’ Bartolini |

| Arbitro: | Savio (Torino) |

|             |           |  |
| Tessaro 51’ | Marcatori |  |

| Arbitro: | De Gregorio (Legnano) |

|                                |           |           |
| Matassoni 2’, 53’ Zambelli 45’ | Marcatori | 84’ Torti |

| Arbitro: | Marchese (Napoli) |

|                       |           |  |
| Trapanelli 16’ (rig.) | Marcatori |  |

| Arbitro: | Liverani (Torino) |

|  |           |                    |
|  | Marcatori | 47’, 75’ Quaresima |

| Arbitro: | Arpaia (Roma) |

|                                   |           |  |
| Cavaleri 67’ Lovagnini 78’ (aut.) | Marcatori |  |

| Arbitro: | Piemonte (Monfalcone) |

|               |           |  |
| Matassoni 34’ | Marcatori |  |

| Arbitro: | Occhinegro (Taranto) |

|                             |           |             |
| Menegotti 14’ Marinelli 27’ | Marcatori | 17’ Bonaiti |

| Arbitro: | Jonni (Macerata) |

|                                             |           |  |
| Cozzolini 35’ Bettini 51’, 68’ Bassetti 55’ | Marcatori |  |

| Arbitro: | Tibaldi (Savona) |

|                                                 |           |               |
| Pirovano II 52’ (rig.) Secchi 60’ Castellan 65’ | Marcatori | 10’ Cozzolini |

| Arbitro: | Mazzoni (Parma) |

| |           |  |
| Bettini 2’, 23’, 47’, 53’, 73’ Azzini 16’ Matassoni 21’ Sloan 26’, 49’ Zambelli 41’ Bonaiti 43’ Cozzolini 87’ | Marcatori |  |

## Statistiche

### Statistiche di squadra
| Competizione | Punti | In casa | In casa | In casa | In casa | In casa | In casa | In trasferta | In trasferta | In trasferta | In trasferta | In trasferta | In trasferta | Totale | Totale | Totale | Totale | Totale | Totale | DR  |
| Competizione | Punti | G       | V       | N       | P       | Gf      | Gs      | G            | V            | N            | P            | Gf           | Gs           | G      | V      | N      | P      | Gf     | Gs     | DR  |
| ------------ | ----- | ------- | ------- | ------- | ------- | ------- | ------- | ------------ | ------------ | ------------ | ------------ | ------------ | ------------ | ------ | ------ | ------ | ------ | ------ | ------ | --- |
| Serie B      | 41    | 20      | 15      | 3       | 2       | 47      | 10      | 20           | 3            | 2            | 15           | 22           | 39           | 40     | 18     | 5      | 17     | 69     | 49     | +20 |

### Statistiche dei giocatori
| Giocatore     | Serie B  | Serie B |
| Giocatore     | Presenze | Reti    |
| ------------- | -------- | ------- |
| G. Azzini     | 16       | 1       |
| F. Bassetti   | 23       | 7       |
| R. Bertoni    | 10       | 0       |
| L. Bettini    | 37       | 22      |
| V. Bonaiti    | 25       | 7       |
| G. Castellini | 2        | -3      |
| E. Cozzolini  | 20       | 3       |
| E. Fabbri     | 26       | 4       |
| G. Gaggiotti  | 1        | 0       |
| E. Lovagnini  | 35       | 3       |
| F. Mariani    | 32       | 0       |
| G. Matassoni  | 29       | 5       |
| A. Milani     | 24       | 0       |
| F. Parola     | 30       | 0       |
| C. Posio      | 1        | 0       |
| P. Provezza   | 3        | 0       |
| A. Pugliese   | 20       | 0       |
| P. Sloan      | 19       | 7       |
| R. Thomman    | 2        | 0       |
| G. Trenzani   | 13       | 0       |
| B.L. Zambelli | 17       | 7       |
| C. Zamboni    | 16       | 1       |
| G. Zibetti    | 38       | -46     |